# ماوريسيو كورديرو
ماوريسيو كورديرو (بالبرتغالية: Maurício Cordeiro‏) هو لاعب كرة قدم برازيلي في مركز الهجوم، ولد في 31 ديسمبر 1992 في ساو باولو في البرازيل. لعب مع نادي فيتوريا.

## وصلات خارجية
- ماوريسيو كورديرو على موقع قاعدة بيانات كرة القدم.إي يو (الإنجليزية)
- ماوريسيو كورديرو على موقع Soccerway.com (الإنجليزية)